# Kunda Andor
Kunda Andor (született Kohn) (Debrecen, 1905. február 24. – Tel-Aviv, 1976. április 2.) szerkesztő, novellaíró.

## Életútja
Kohn Simon női szabómester és Glancmann Fáni gyermekeként született. A nagyváradi főreáliskola elvégzése után a Sorbonne-on végzett jogi tanulmányokat, államtudományi doktorátust Szegeden szerzett, 1923-tól a Nagyváradi Napló tudósítója, 1933-tól helyettes szerkesztő, 1934-től a lap tulajdonosa és felelős szerkesztője. Vezércikkei – így Fehér Dezső búcsúztatója 1935-ben –, irodalmi írásai itt jelentek meg. Jelentős szerepe volt a nagyváradi Újságíró Klub megszervezésében s Ady nagyváradi kultuszának terjesztésében. Mint gyárigazgató közgazdasági téren is tevékenykedett.
Elbeszéléseiben, amelyek közül A zsidó fia című 1928-ban elnyerte a Nagyváradi Napló díját, a józan életismeret elmélyült lélekrajzzal párosul. Panaszok című novellagyűjteménye (Nagyvárad, 1930) a válságos idők mindennapos életproblémáit ábrázolja realisztikusan és kiváló lélekismerettel. 1948-tól az Új Kelet belső munkatársa Tel-Avivban s az angol nyelvű Encyclopaedia Judaica munkatársa.